# ایزابل روسینووا
ایزابل روسینووا (ایتالیایی: Isabel Russinova؛ زادهٔ ۲۰ ژانویهٔ ۱۹۵۸) یک هنرپیشه، مجری تلویزیون، مدل و خواننده اهل ایتالیا است.
او در سال ۱۹۸۳ میلادی، یکی از دو مجری جشنواره موسیقی سانرمو بود.
از فیلم‌های او می‌توان به ریمینی ریمینی - یک سال بعد اشاره کرد.